# Joseph Nicolay
Joseph-Thiéry Nicolay (1798 - 6 oktober 1842) was een Belgisch advocaat. Hij was lid van het Voorlopig Bewind.

## Biografie
Beroepshalve was Joseph Nicolay advocaat bij het hof te Brussel. Hij was tevens hoogleraar politieke economie aan de École de l'industrie et du commerce.
Hij was secretaris van het Voorlopig Bewind van 26 september 1830 tot 25 februari 1831. Hij zat vanaf 28 september kortstondig het Bewind voor binnenlandse zaken voor, waar hij op 10 oktober 1830 door Jean-François Tielemans werd vervangen.
Vervolgens werd hij raadsheer in het hof van beroep in Brussel.
Het Nationaal Congres keurde op 26 februari 1831 een bedrag van 150.000 florijnen als compensatie toe aan de leden van het Voorlopig Bewind. Nicolay schonk zijn deel aan de gewonden van de Belgische Revolutie en de bouw van een monument op het Martelaarsplein.